# Лазоревая степь (сборник)
«Лазоревая степь» — сборник рассказов русского советского писателя Михаила Александровича Шолохова. Вторая книга М. А. Шолохова вышла в конце 1926 года в издательстве «Новая Москва», тираж — 5000 экземпляров. Как и в первом сборнике писателя, главная тема его ранних рассказов — гражданская война на Дону.

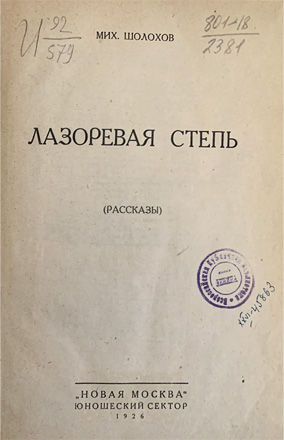
Лазоревая степь 1926. Титульный лист первого издания

## Состав
В сборник вошло двенадцать рассказов: 
1. «Лазоревая степь»,
2. «Чужая кровь»,
3. «Нахалёнок»,
4. «Смертный враг»,
5. «Калоши»,
6. «Путь-дороженька» (повесть),
7. «Продкомиссар»,
8. «Илюха»,
9. «Кривая стёжка»,
10. «Батраки»,
11. «Червоточина»,
12. «Семейный человек»[1].

Первоначально до публикации сборника, в книгу предполагалось включить восемь рассказов, как и в сборник «Донские рассказы», рассказ «Лазоревая степь» был включён на одном из последних этапов создания сборника. 

## Создание
Впервые сборник «Лазоревая степь» был опубликован в конце 1926 года. 
В 1931 году в издательстве «Московское товарищество писателей» вышло второе издание «Лазоревая степь: Донские рассказы 1923-1925» с предисловием А. Селивановского.
В письмах Михаила Шолохова к жене была отражена история создания этого сборника, он пишет 13 августа 1926 года: «...я всё же надеюсь втесать в сборник „Батраки“». В письме от 17 августа 1926 года Шолохов пишет: «Прихожу в „Новую Москву“. Посвянский рад мне как манне  небесной: бежим в технический отдел справиться, в наборе ли книга. Оказывается, что да <...> вот-вот ожидают корректурные оттиски. Теперь спешно просматриваем „Батраков“, чтобы успеть сдать в набор вместе с исправленной корректурой». Пять рассказов: «Лазоревая степь», «Чужая кровь», «Семейный человек», «Жеребёнок», «О Колчаке, крапиве и прочем» в конце марта — начало апреля 1926 года Михаил Шолохов сдал в ГИЗ, но позже писатель решил включить в сборник «Лазоревая степь» три рассказа («Лазоревая степь», «Чужая кровь», «Семейный человек»). Об этом Шолохов пишет в письме своей жене: «Прежде я договорился с „Нов[ой] Москв[ой]“ и те мне сказали: „Давай издадим все пять рассказов, мы к тебе претензий иметь не будем“, но я выбрал три рассказа, наиболее сильных и крупных по размеру, т.е. „Чужая кровь“, „Семейный человек“ и „Лазоревая степь“».
Михаил Шолохов 9 декабря 1926 года послал Александру Серафимовичу Серафимовичу экземпляр книги с автографом: «Примите эту памятку от земляка и одного из глубоко и искренне любящих Ваше творчество. В сборник вошли ранние рассказы (1923—1924 гг.). Они прихрамывают. Не судите строго. Рассказ „Чужая кровь“ посвящаю Вам. Примите. Прошу Вас, если можно, напишите мне Ваше мнение о последних моих рассказах: „Чужая кровь“, „Семейный человек“, „Лазоревая степь“. Ваше мнение для меня особенно дорого и полноценно».

## Критика
На сборник «Лазоревая степь» в единственном отзыве отмечалось: «есть прямое продолжение „Донских рассказов“. Те же темы — периода Гражданской войны на Дону, периода небывалого раздора детей с отцами». Критик пишет, что второй сборник Михаила Шолохова «не является показателем роста Шолохова, как художника. С этой стороны, он вполне выявляется сразу и как-то неожиданно в „Донских рассказах“. Но работа над композицией вещи, над её тщательной обработкой, над языком, в этом втором сборнике заметна. <...> Рассказы Шолохова сочные, красочные, в них много жизни, подчас омытой кровью борьбы. Шолохов — безусловно вырастает в крупную писательскую величину».